# Dreigiebelhaus (Duisburg)

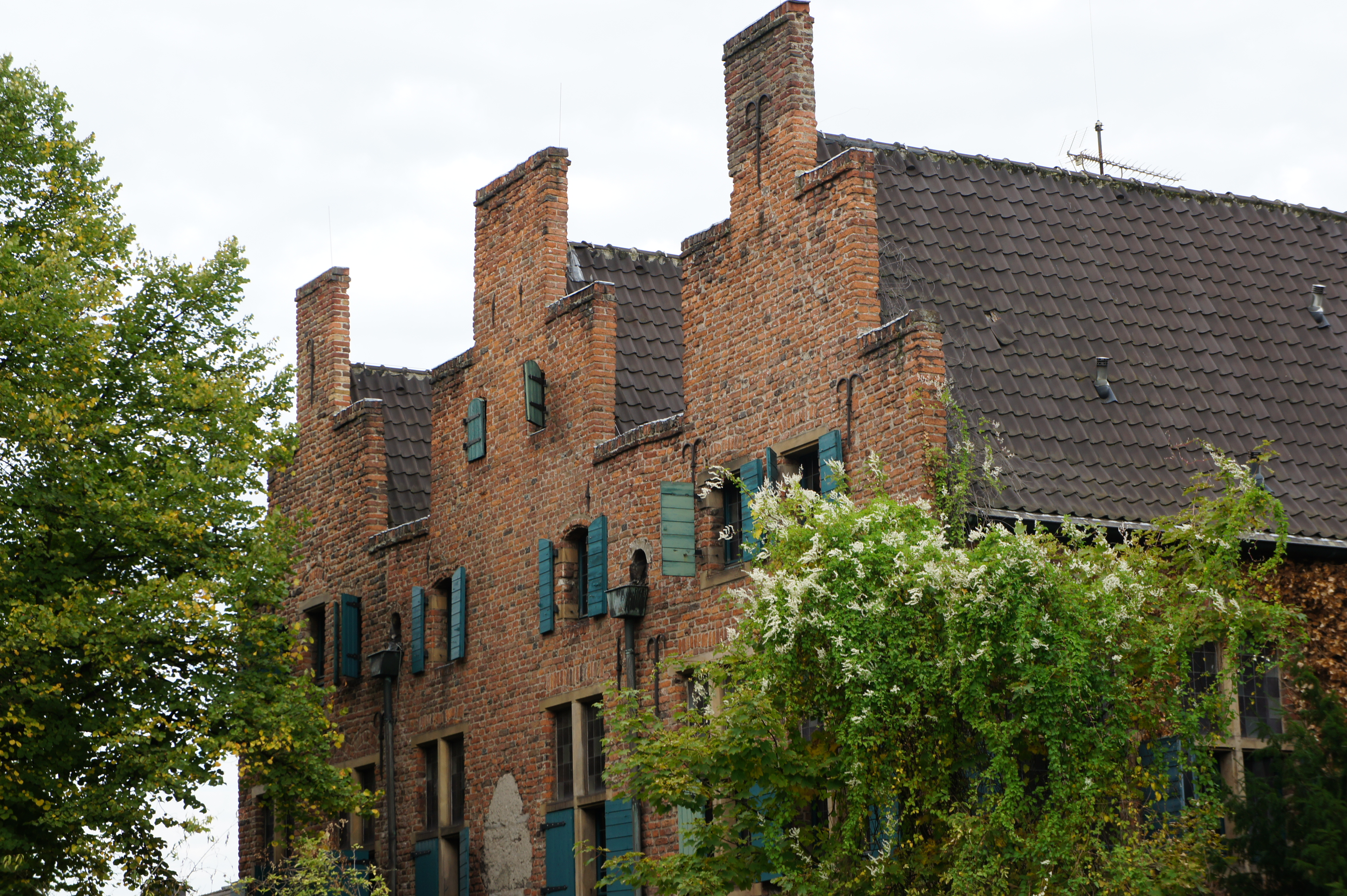
Dreigiebelhaus

Das Dreigiebelhaus gilt als das älteste Wohnhaus von Duisburg. Es befindet sich in der Altstadt in der Nonnengasse 8. Seinen Namen verdankt es den drei nebeneinander stehenden Treppengiebeln. 
Das Dreigiebelhaus wurde 1536 erstmals urkundlich erwähnt. Auf einem Plan von Johannes Corputius von 1566 ist das Dreigiebelhaus zu erkennen. 1608 übernahmen die Nonnen des Klosters Duissern das Gebäude. Durch die Säkularisation nach dem Reichsdeputationshauptschluss wurde es ab 1806 als Textilfabrik genutzt. 
Die Stadt Duisburg kaufte das Gebäude 1961 an und renovierte es 1976 aufwendig. Seither sind dort Ateliers mit Wohnmöglichkeit für Lehmbruck-Stipendiaten untergebracht. Von 1984 bis 2007 lebte und arbeitete dort unter anderem der Maler und Bildhauer Kurt Budewell. Außerdem befand sich im Dreigiebelhaus von 1976 bis 2018 ein Restaurant.